# پروتوتایپ کمپانی
پروتوتایپ کمپانی (انگلیسی: Prototype) شرکت بازی ویدئویی ژاپنی است، که در سال ۲۰۰۶ تأسیس شد.